# Ratusz w Końskowoli
Ratusz w Końskowoli – zabytkowy ratusz miejski w Końskowoli (województwo lubelskie), która odzyskała prawa miejskie w 2025. Znajduje się w centrum Rynku.

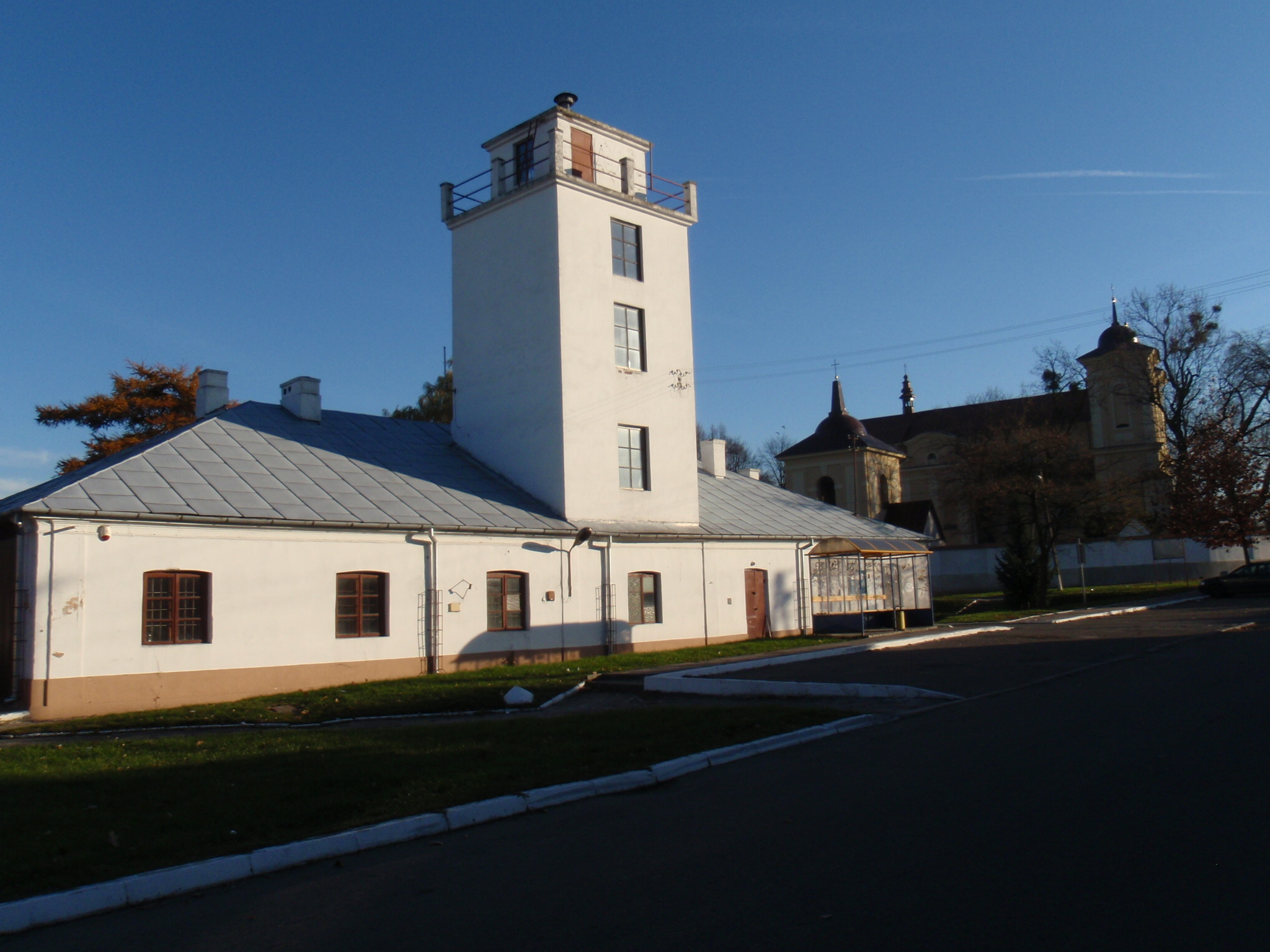
Ratusz przed przebudową

## Historia
Obiekt został wybudowany we wczesnym stylu klasycystycznym w 1775. Jego fundatorem był książę Aleksander August Czartoryski. W 1960 nadbudowano wieżę na potrzeby straży pożarnej rezydującej wówczas w budynku. W 1987 wymieniono część stolarki okiennej. W lipcu 2020 ratusz został otwarty po przebudowie. W piwnicach budynku zostało urządzone niewielkie muzeum.
Na elewacjach zewnętrznych gmachu umieszczone są dwie tablice pamiątkowe: ku czci Heleny Sandomirskiej i Józefa Gawdzika (pracowników poczty mieszczącej się w ratuszu) zamordowanych w KL Auschwitz, którzy podczas okupacji niemieckiej likwidowali donosy na działaczy podziemia, a także upamiętniająca Żydów końskowolskich zamordowanych przez Niemców w ramach Akcji Reinhardt.

## Galeria

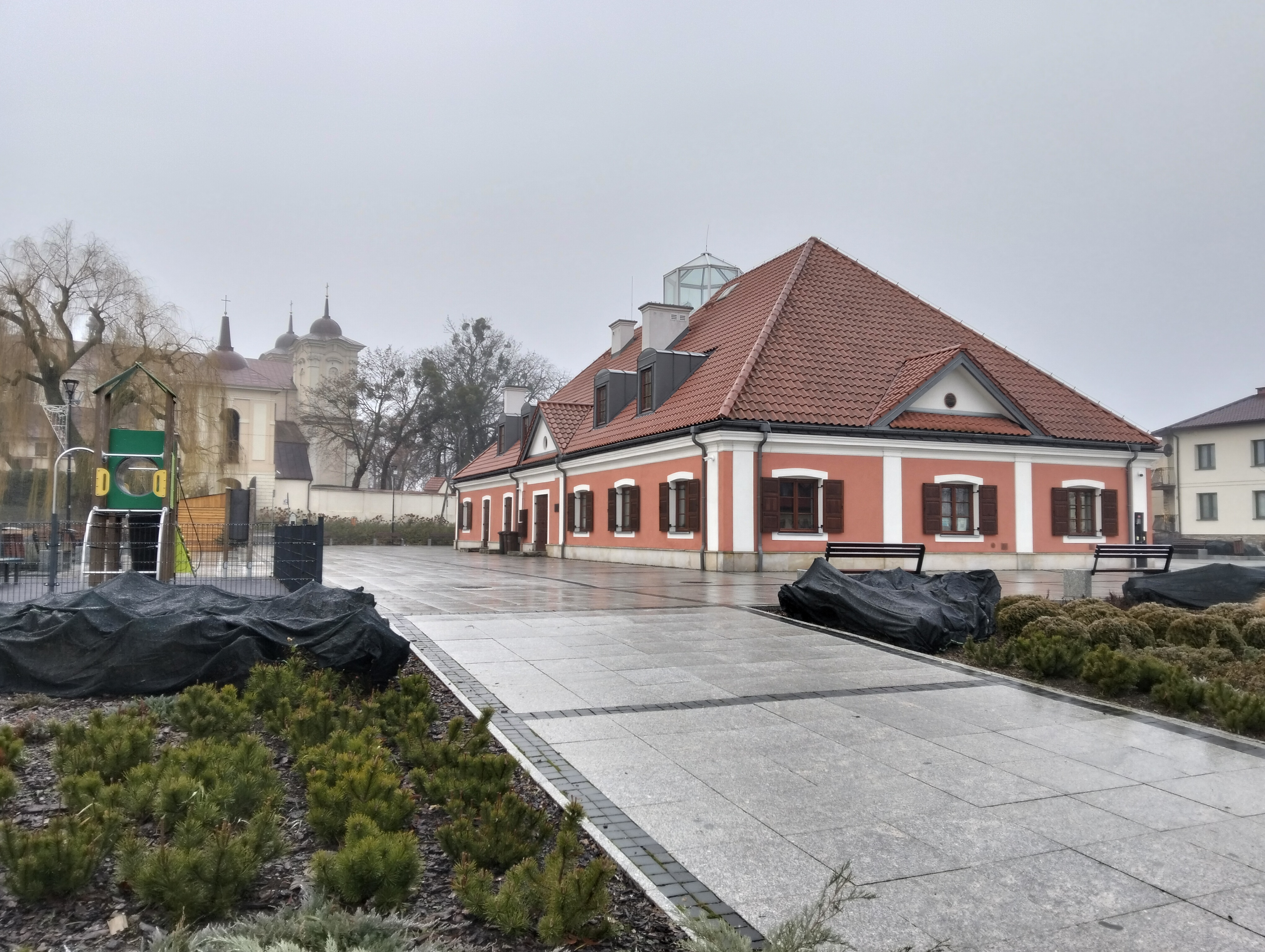
Elewacja wschodnia
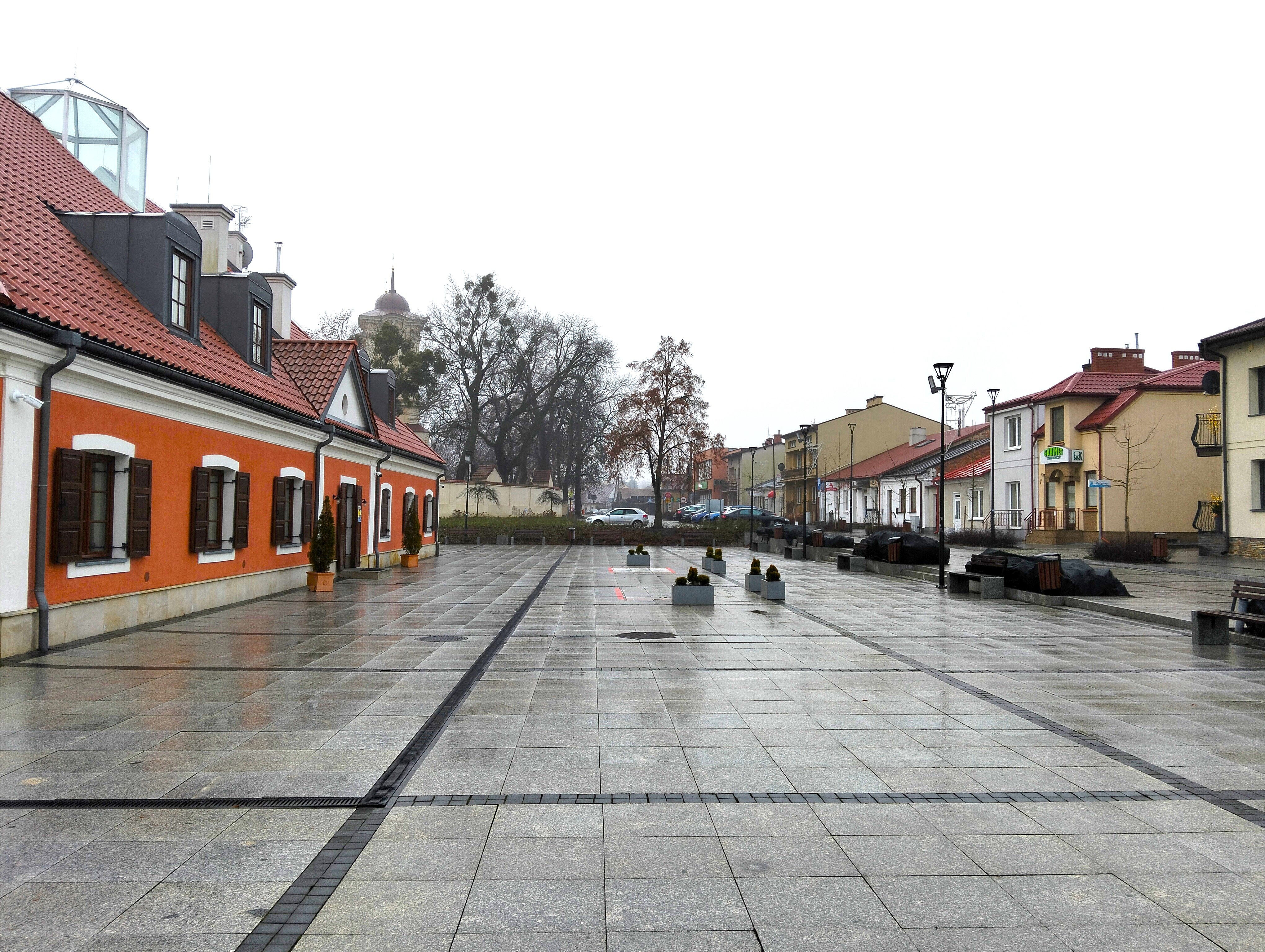
Elewacja zachodnia
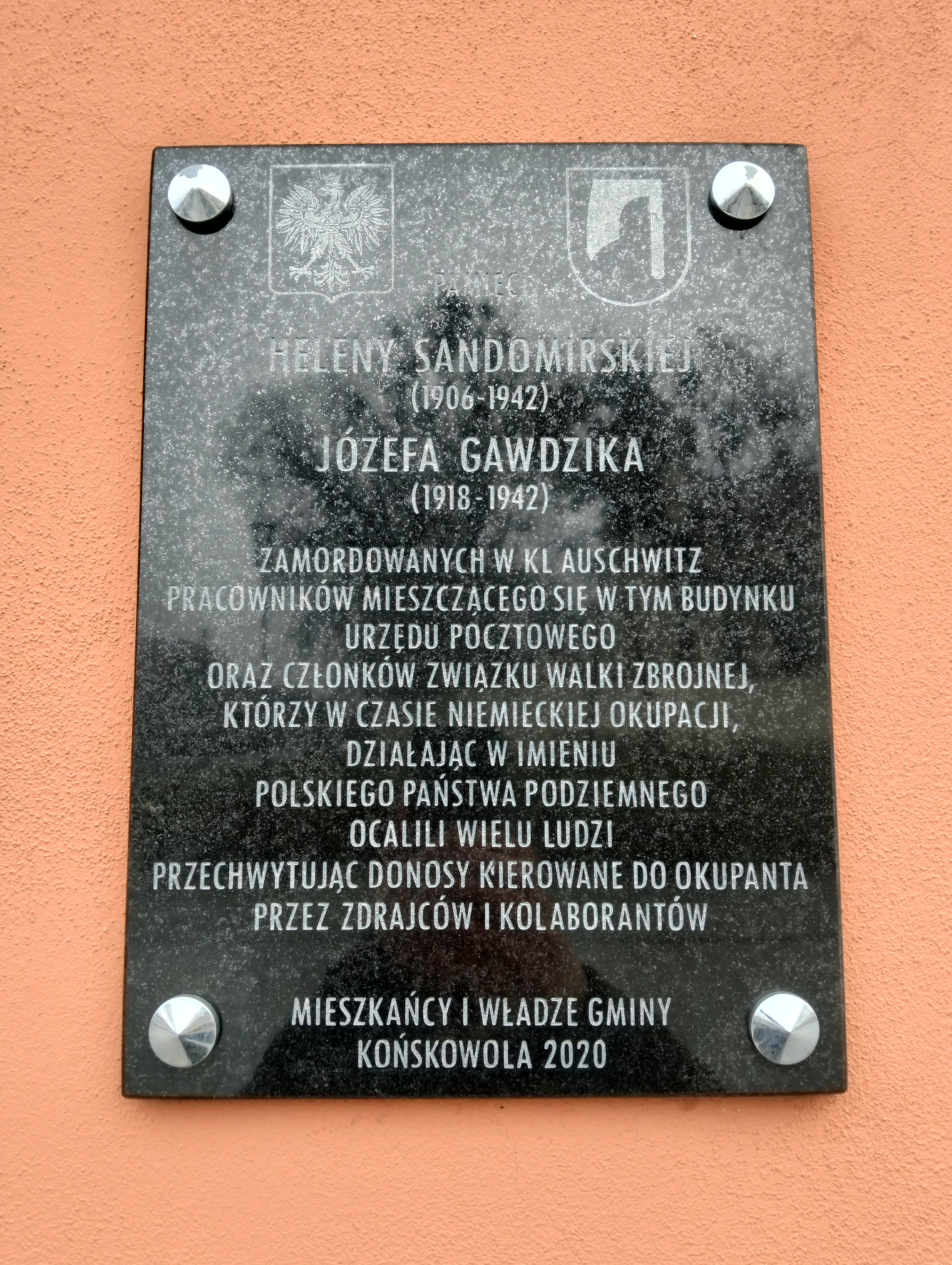
Tablica pamiątkowa